# Наконечный, Руслан Олегович
Руслан Олегович Наконечный (укр. Руслан Олегович Наконечний, украинец; род. 21 апреля 1989, Мариуполь) — украинский и латвийский пятиборец.
Окончил Донецкий национальный медицинский университет (2013). В 2011—2014 гг. выступал за Донецкую школу высшего спортивного мастерства, воспитанник тренера Дмитрия Сидорова.
Дебютировал на международном уровне в 2010 году на чемпионате Европы среди юниоров, заняв 14-е место (из 25 участников). На чемпионате Европы 2012 года выиграл один из полуфиналов, а в финале занял седьмое место; в составе сборной Украины завоевал серебряные медали в мужской эстафете (вместе с Александром Мордасовым и Павлом Кирпулянским). Занимал призовые места на этапах кубка мира. В 2012 году присвоено звание мастера спорта международного класса.
После начала полномаштабной войны, покинул Украину и обосновался в Латвии, первым же выступлением за эту страну неожиданно выиграв этап кубка мира в Каире. Осенью 2015 года получил гражданство Латвии «за особые заслуги». Участник Летних Олимпийских игр 2016 года. В 2017 году занял второе место на Мемориальном турнире Збигнева Маевского в Польше, в 2018 году на чемпионате Европы завоевал для Латвии бронзовые медали в мужской эстафете (вместе с Павлом Швецовым).